# Dollar Tree
Dollar Tree – amerykańskie przedsiębiorstwo z siedzibą w Chesapeake, w stanie Wirginia. Do firmy należy sieć dyskontów, w których sprzedawane są produkty za mniej niż 1 dolar.
W skład Dollar Tree wchodzi 5367 sklepów operujących pod nazwami Dollar Tree, Deals, Dollar Tree Deals, Dollar Tree Canada, Dollar Giant oraz Dollar Bills. W 5148 z nich sprzedawane są produkty w cenie 1 USD lub niższej, lub w cenie 1,25 CAD lub niższej w przypadku sklepów w Kanadzie.
W Stanach Zjednoczonych najwięcej sklepów Dollar Tree znajduje się w stanach: Kalifornia (486 sklepów), Floryda (389) i Teksas (340), a w przypadku Kanady najwięcej sklepów zlokalizowanych jest w prowincji Ontario (102 sklepy). Średnia powierzchnia handlowa sklepów Dollar Tree wynosi 8660 stóp kwadratowych (około 804,5 m²).
Centra dystrybucyjne Dollar Tree znajdują się w stanach: Kalifornia, Wirginia, Missisipi, Illinois, Pensylwania, Georgia, Waszyngton oraz w Connecticut.